# Zalacsány
Zalacsány là một thị trấn thuộc hạt Zala, Hungary. Thị trấn này có diện tích 16,07 km², dân số năm 2010 là 1011 người, mật độ 63 người/km².